# Carnobacteriaceae
Carnobacteriaceae je porodica Gram-pozitivnih bakterija koje se nalaze u redu Lactobacillales. 